# Pforzheim Hauptbahnhof

Pforzheim Hauptbahnhof ist ein 1861 nördlich des Pforzheimer Stadtzentrums eröffneter Bahnhof. Heute ist der Bahnhof ein Trennungsbahnhof der Bahnstrecke Karlsruhe–Mühlacker und der Nagoldtalbahn.

## Geschichte

### Erster Bahnhof von 1861

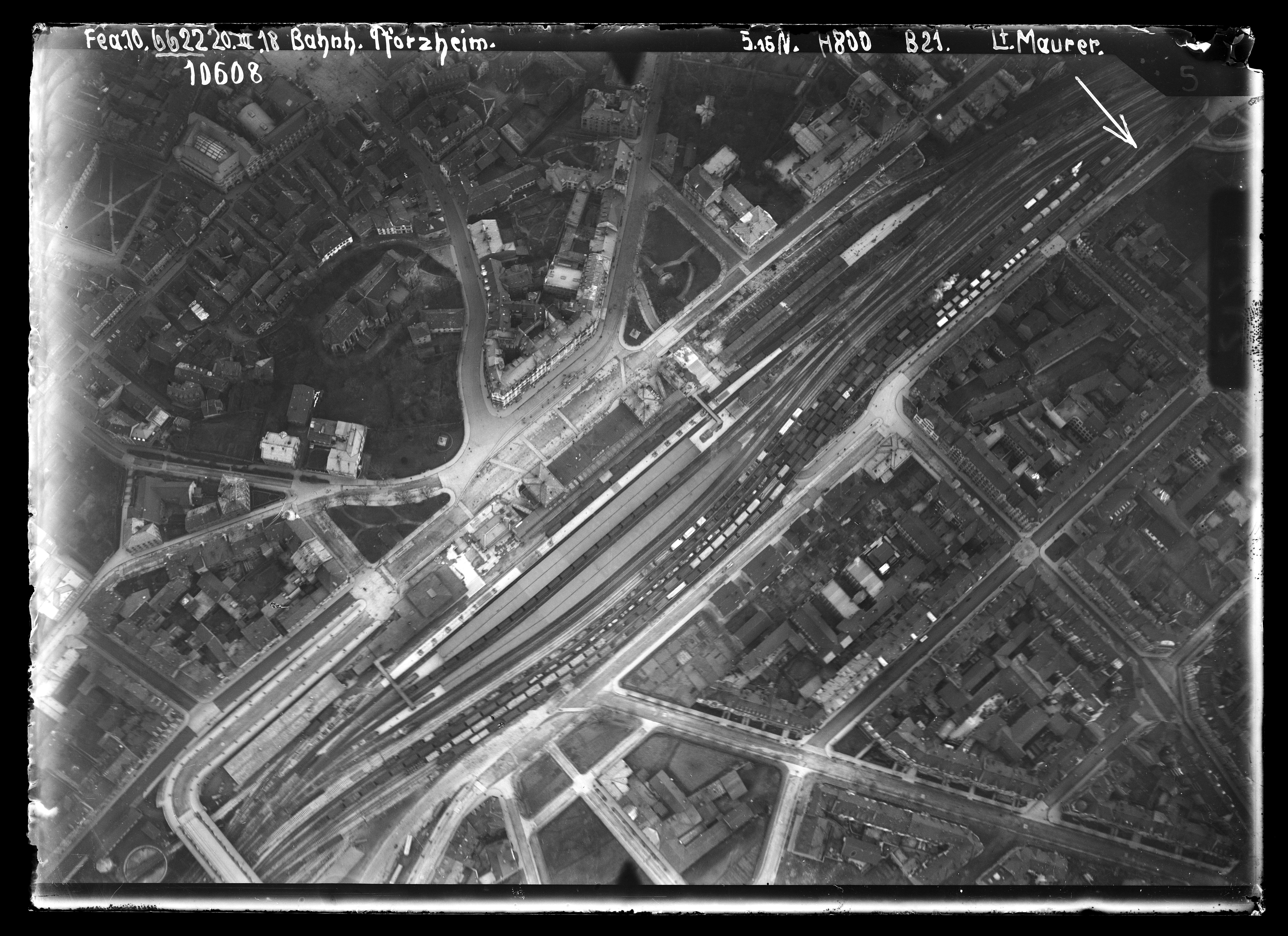
Luftbild des Bahnhofs, März 1918

Der erste Pforzheimer Bahnhof wurde am 3. Juli 1861 von den Großherzoglich Badischen Staatseisenbahnen als vorläufiger Endbahnhof der von Karlsruhe kommenden Strecke eröffnet. Am 29. Mai 1863 war die gesamte Strecke bis Mühlacker fertiggestellt, womit Pforzheim Durchgangsbahnhof wurde. Mit Eröffnung des ersten Abschnitts der Nagoldtalbahn zwischen Pforzheim Hbf und Pforzheim-Brötzingen am 11. Juni 1868 mutierte Pforzheim schließlich zum Trennungsbahnhof mit erheblichem Verkehrsaufkommen. Für die Nagoldtalbahn sowie die Enztalbahn – die allerdings erst in Brötzingen beginnt – entstanden eigene, als Stumpfgleise ausgeführte, Bahnsteiggleise im Westen des Bahnhofs. Da sowohl die Strecke nach Hochdorf (b Horb) als auch die nach Wildbad anfangs von den Königlich Württembergischen Staats-Eisenbahnen betrieben wurden, war Pforzheim bis zur Gründung der Deutschen Reichsbahn im Jahr 1920 ein Gemeinschaftsbahnhof.
Das 1861 entstandene Empfangsgebäude war ein spätklassizistisches Bauwerk, bestehend aus einem langen, eingeschossigen Mittelbau und zweigeschossigen, querstehenden Flügelbauten. Es wurde während des Zweiten Weltkrieges beim Luftangriff auf Pforzheim am 23. Februar 1945 zerstört.

### Neubau 1958
Der Neubau des Empfangsgebäudes wurde im Juni 1958 eröffnet. Architekt war Helmuth Conradi, der bereits das Empfangsgebäude des 1955 eröffneten Heidelberger Hauptbahnhofs entworfen hatte. Bestimmendes Bauteil ist die Empfangshalle, die sich mit einer vom Boden bis zur Traufkante durchgehenden Glasfläche zum Bahnhofsvorplatz öffnet. Ein sehr dünnes Vordach markiert den Haupteingang, seine Verkleidung mit goldeloxierten Aluminiumplatten verweist auf die Bedeutung der Schmuckindustrie für Pforzheim.
Im Inneren der Halle werden Deckenstreifen, die sich an der Längswand fortsetzen, zur indirekten Beleuchtung genutzt. Die Empfangshalle wird von zwei Wandflächen aus Granit eingefasst, auf der linken Seite fensterlos und auf der rechten Seite mit einer Bahnhofsuhr und einem großen Fenster in Trapezform, die Diensträume öffnen sich zur Gleisseite. Die beiden Flügelbauten mit der Bahnhofsgaststätte und einer Buswartehalle treten hinter die Fluchtlinie des Empfangsgebäudes zurück.
In der Schalterhalle befindet sich ein großes Wandrelief von Josef Karl Huber, das das Thema Goldstadt an der Schwarzwaldpforte in ein dynamisches Muster aus geschwungenen Bögen einbettet. Architekt Conradi und Künstler Huber hatten sich in einem englischen Lager für Kriegsgefangene kennengelernt und dort zwei gemeinsame Jahre verbracht. Das Gebäude, „eines der elegantesten und modernsten Empfangsgebäude der Deutschen Bundesbahn“ der Nachkriegszeit, steht seit 1989 unter Denkmalschutz. Den Anlass gaben Pläne der Deutschen Bahn, im Erdgeschoss des Bahnhofs statt der bisherigen Schalter ein Reisezentrum einzurichten. Das Denkmalamt hat den Bahnhof anschließend unter Schutz gestellt, damit die nötigen Umbauten nicht zu Lasten der Originalität des Bauwerks gingen.

### 21.  Jahrhundert

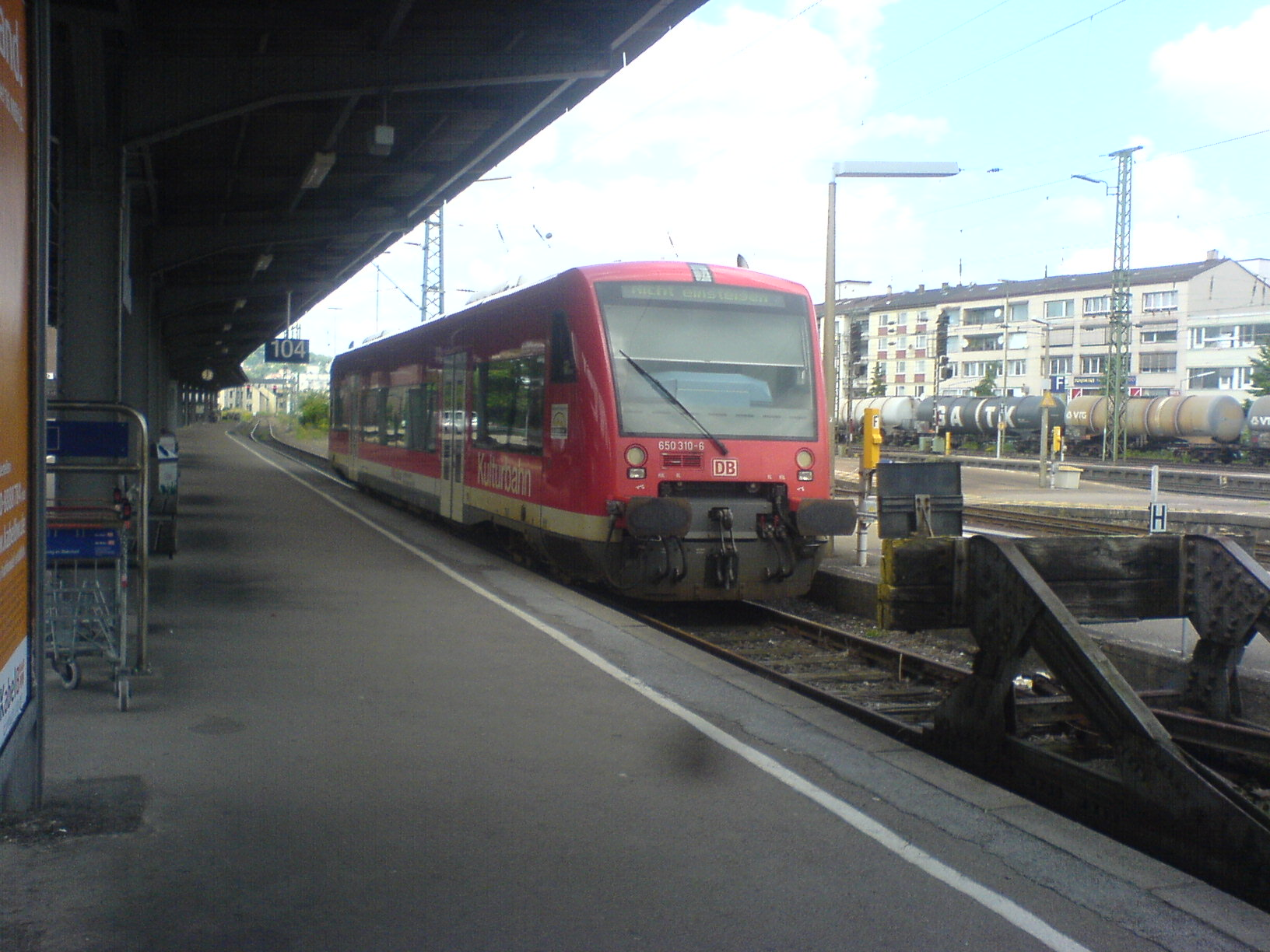
Regio-Shuttle am Stumpfgleis 104

Anfang Februar 2011 startete die Sanierung des Hauptbahnhofs. Im Juni 2012 wurden drei Aufzüge in Betrieb genommen und damit barrierefreie Zugänge zu den Bahnsteigen geschaffen.
In einem zweiten Bauabschnitt wurden ab Oktober 2015 die Bahnsteige an den Gleisen 1, 2/3, 4/5 und 103/104 auf eine Bahnsteighöhe von 55 Zentimetern erhöht, um einen leichteren und teilweise stufenlosen Einstieg in die Züge zu ermöglichen. Der Umbau kostete 7,3 Millionen Euro, wovon die Stadt Pforzheim 1,8 Millionen Euro übernahm.
Zwischen Ende 2018 und Anfang 2020 errichtete Abellio Rail Baden-Württemberg auf dem Gelände des Alten Württembergischen Güterbahnhofs im Westen des Hauptbahnhofs ein Betriebswerk mit einer Halle und Abstellgleisen.

## Verkehr

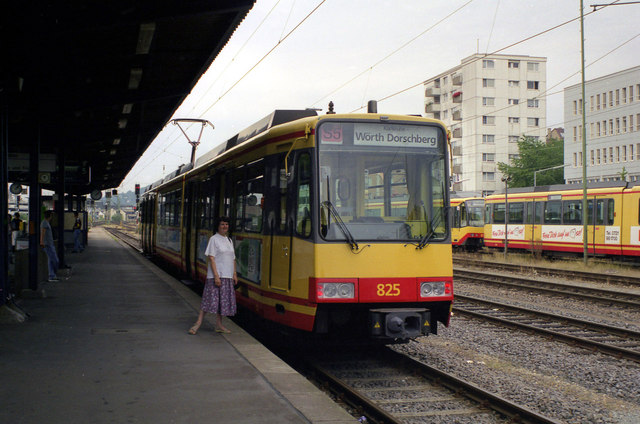
Stadtbahnwagen der Albtal-Verkehrs-Gesellschaft im Pforzheimer Hauptbahnhof

Als Bahnhof an der Ost-West-Verbindung von Paris über Straßburg, Karlsruhe, Stuttgart und München nach Wien war Pforzheim ab 1883 Halt des Orient-Expresses. Wildbad, der Endpunkt der Enztalbahn, war als bedeutendes Heilbad über Jahrzehnte das Ziel von Kurswagenverbindungen, wobei die Wagenumstellungen auf die Züge der Enztalbahn zum Teil in Pforzheim vorgenommen wurden. Die letzten Kurswagenverbindungen nach Wildbad wurden 1995 eingestellt. Die Nagoldtalbahn diente überwiegend dem Nahverkehr; zwischen 1952 und 1964 verkehrte ein Schnellzug von Frankfurt kommend über Pforzheim und Horb nach Konstanz.
Pforzheim Hauptbahnhof wird im Nahverkehr von mehreren Linien im Taktverkehr bedient, darunter eine Regional-Express-Linie, drei Regionalbahn-Linien sowie zwei Linien der Stadtbahn Karlsruhe. Für den Fernverkehr verlor er ab 1991 an Bedeutung, da seit der Inbetriebnahme der Schnellfahrstrecke Mannheim–Stuttgart die Fernzüge zwischen Karlsruhe und Stuttgart vielfach Pforzheim umfahren und stattdessen die schnellere Verbindung über die Verbindungskurve Bruchsal nutzen. Die entfallenen Fernverbindungen wurden vor Ort zum Teil heftig kritisiert. Seit dem Jahresfahrplan 2010/2011 beschränkt sich der Fernverkehr am Bahnhof auf die Intercity-Linie 61, die im Zweistundentakt zwischen Nürnberg und Karlsruhe verkehrt.

### Fernverkehr
| Linie | Strecke | Frequenz                                                                   |
| ----- | --- | -------------------------------------------------------------------------- |
| IC 34 | (Stuttgart – Ludwigsburg – Pforzheim – Karlsruhe – Bruchsal – Wiesloch-Walldorf – Heidelberg – Mannheim – Frankfurt Flughafen –) Frankfurt – Bad Nauheim – Wetzlar – Dillenburg – Siegen – Siegen-Weidenau – Kreuztal – Lennestadt-Altenhundem – Lennestadt-Grevenbrück – Finnentrop – Plettenberg – Werdohl – Altena – Iserlohn-Letmathe – Witten – Dortmund | montags bis freitags ein Zug                                               |
| IC 61 | Karlsruhe – Pforzheim – Mühlacker – Vaihingen – Stuttgart – Schwäbisch Gmünd – Aalen – Ellwangen – Crailsheim – Ansbach – Nürnberg – Erlangen – Bamberg – Lichtenfels – Kronach – Saalfeld – Rudolstadt – Jena-Göschwitz – Jena Paradies – Naumburg – Weißenfels – Leipzig                                                                                    | Zweistundentakt (Karlsruhe – Nürnberg), fünf Zugpaare (Nürnberg – Leipzig) |

### Regionalverkehr
| Linie      | Strecke | Frequenz |
| ---------- | --- | --- |
| RE 1       | Karlsruhe – Pforzheim – Mühlacker – Vaihingen – Stuttgart – (Schorndorf – Aalen)                                                                                                  | Mo–So (sonntags einzelne Abweichungen) 30 min Karlsruhe–Stuttgart, 60 min Stuttgart–Aalen |
| MEX 17A    | Stuttgart – Ludwigsburg – Bietigheim-Bissingen – Vaihingen – Mühlacker – Pforzheim (– Karlsruhe / Bad Wildbad)                                                                    | Pforzheim – Bietigheim-Bissingen > 30 min; Pforzheim – Stuttgart > 60 min; Karlsruhe – Bietigheim-Bissingen > Mo–Sa Zweistundentakt (IC ergänzend); Bietigheim-Bissingen – Bad Wildbad > sonntags einige S6-Verstärker |
| RB 74      | Pforzheim – Bad Liebenzell – Calw – Nagold – Horb (– Tübingen) | Pforzheim – Nagold: Halbstundentakt (HVZ) Nagold – Horb: Stundentakt Horb – Tübingen: Einzelzüge |
| RB 72      | (Pforzheim –/) Mühlacker – Maulbronn West – Maulbronn Stadt | einzelne Züge sonntags im Sommerhalbjahr |
| S 5        | Wörth Badepark – Wörth – Karlsruhe-Knielingen – Karlsruhe Entenfang – Karlsruhe-Durlach – Söllingen – Pforzheim                                                                   | 20- bzw- 40-Minuten-Takt |
| S 6        | Pforzheim – Brötzingen – Neuenbürg – Höfen – Bad Wildbad – Bad Wildbad Kurpark | Stundentakt (zuzüglich Verstärker) |
| S 5 Eilzug | Karlsruhe Albtalbahnhof – Karlsruhe Hbf – Karlsruhe Marktplatz – KA-Durlach – Wilferdingen-Singen – Pforzheim Karlsruhe Hbf – Karlsruhe-Durlach – Wilferdingen-Singen – Pforzheim | morgens ein Kurs > KA, sowie ab 15:30 Uhr nachmittags 3 Fahrten im Stundentakt (Mo–Fr) > PF morgens 2 Kurse > KA, sowie ab 16:40 Uhr 3 Fahrten nachmittags im Stundentakt (Mo–Fr) > KA                                 |

### Busverkehr
Am Busbahnhof fahren etliche Stadt- und Regionalbusse ab:

#### Regionalbusse
- 666: PF ZOB/HBF – Tiefenbronn – Hausen – Weil der Stadt
- 712: PF ZOB/HBF – Birkenfeld
- 715: PF ZOB/HBF – Birkenfeld – Neuenbürg – Conweiler – Pfinzweiler – Ittersbach
- 716: PF ZOB/HBF – Birkenfeld – Neuenbürg – Bad Herrenalb
- 717: PF ZOB/HBF – Birkenfeld – Neuenbürg – Conweiler – Langenalb – Ittersbach
- 718: PF ZOB/HBF – Birkenfeld – Ottenhausen – Conweiler
- 720: PF ZOB/HBF – Dietenhausen – Ottenhausen – Ittersbach
- 721: PF ZOB/HBF – Langensteinbach
- 722: PF ZOB/HBF – Dietenhausen – Wilferdingen-Singen
- 731: PF ZOB/HBF – Ispringen – Königsbach-Stein
- 733: PF ZOB/HBF – Bauschlott – Nußbaum – Bretten
- 734: PF ZOB/HBF – Kieselbronn – Dürrn – Knittlingen
- 735: PF ZOB/HBF – Kieselbronn – Dürrn – Maulbronn
- 736: PF ZOB/HBF – Eutingen – Niefern – Öschelbronn
- 737: PF ZOB/HBF – Niefern – Öschelbronn – Wiernsheim
- 738: PF ZOB/HBF – Niefern (– Kieselbronn)
- 739: PF ZOB/HBF – Eutingen – Niefern – Öschelbronn – Pinache – Wiernsheim – Wurmberg
- 741: PF ZOB/HBF – Huchenfeld – Neuhausen – Hamberg
- 742: PF ZOB/HBF – Huchenfeld – Hamberg – Neuhausen
- 743: PF ZOB/HBF – Salmbach – Kapfenhardt – Schömberg - Bieselsberg
- 744: PF ZOB/HBF – Salmbach – Kapfenhardt
- 762: PF ZOB/HBF – Wurmberg – Wimsheim – Friolzheim – Heimsheim – Renningen
- 763: PF ZOB/HBF – Wurmberg – Wimsheim – Mönsheim – Iptingen
- 767: PF ZOB/HBF – Tiefenbronn – Hausen

#### Stadtbusse
- 2: Redtenbacherstraße – ZOB/HBF – Leopoldplatz – Sonnenhof
- 3: Buchbusch – Hängsteig – ZOB/HBF – Leopoldstraße – Kupferhammer – Dillweißenstein
- 4: ZOB/HBF – Leopoldstraße – Kupferhammer – Würm – Huchenfeld
- 5: Hängsteig – ZOB/HBF – Leopoldstraße – Waisenhausplatz – Hochschule/Wildpark – Seehaus
- 6: Wilferdinger Höhe – ZOB/HBF – Waisenhausplatz – Klinikum – Haidach
- 7: Am Hachel bzw. Hauptgüterbahnhof – ZOB/HBF – Leopoldstraße – Rodrücken
- 10: ZOB/HBF – Leopoldplatz – Brötzingen Marktplz. – Oberes Enztal
- 16: ZOB/HBF – Leopoldstraße – Goldschmiedeschule – Haidach Dresdner Straße bzw. Altgefäll
- 17: Am Hachel – Hauptgüterbahnhof – ZOB/HBF – Leopoldplatz – Weiherberg
- 41: ZOB/HBF – Leopoldstraße – Kupferhammer – Würm
- 42: ZOB/HBF – Leopoldstraße – Kupferhammer – Huchenfeld
- 43: ZOB/HBF – Leopoldplatz – Büchenbronn